# Шуляченко, Михаил Михайлович
Михаи́л Миха́йлович Шуляче́нко (10.11.1925, Одесская область — 18.08.1998) — участник Великой Отечественной войны, полный кавалер ордена Славы, на момент представления к награждению орденом Славы 1-й степени — гвардии красноармеец, разведчик взвода конной разведки 73-го гвардейского стрелкового полка 25-й гвардейской стрелковой дивизии. Член ВКП(б)/КПСС с 1960 года.

## Биография
Родился 10 ноября 1925 года в селе Гольма-2 Балтского района Одесской области Украинской ССР. Украинец.
До войны кончил 7 классов. С августа 1941 года по март 1944 года находился на временно оккупированной территории.
В апреле 1944 года призван в Красную Армию. На фронте в Великую Отечественную войну с мая 1944 года. Воевал на 2-м Украинский фронте. В составе 73-го гвардейского стрелкового полка 25-й гвардейской стрелковой дивизии участвовал в боях на днестровском плацдарме в районе города Дубоссары, Ясско-Кишинёвской, Дебреценской и Будапештской операциях.
Разведчик взвода конной разведки гвардии красноармеец Шуляченко 26 декабря 1944 года при прорыве обороны противника на подступах к городу Будапешт с группой разведчиков, переправившись через реку Дунай у города Вац, в числе первых ворвался в населённый пункт Почмедьяр и гранатами забросал вражеский пулемётный расчёт, чем способствовал овладению населённым пунктом.
Приказом командира 25-й гвардейской стрелковой дивизии от 9 января 1945 года за мужество, проявленное в боях с врагом, гвардии красноармеец Шуляченко награждён орденом Славы 3-й степени.
21 января 1945 года Шуляченко с группой разведчиков ворвался в дом на острове Маргитсигет и забросал гранатами находившегося в нём пулемётчика, а огнём из автомата уничтожил восемь вражеских автоматчиков, шестерых захватил в плен.
Приказом по 7-й гвардейской армии от 22 марта 1945 года гвардии красноармеец Шуляченко награждён орденом Славы 2-й степени.
В дальнейшем он участвовал в Братиславско-Брновской наступательной операции, освобождал Братиславу, воевал в Австрии.
В ночь на 19 апреля 1945 года Шуляченко с группой разведчиков ворвался на станцию Ладендорф, уничтожил вражеский пулемёт и группу противников, чем способствовал овладению станцией.
Указом Президиума Верховного Совета СССР от 15 мая 1946 года за мужество, отвагу и героизм, проявленные в борьбе с захватчиками, гвардии красноармеец Шуляченко Михаил Михайлович награждён орденом Славы 1-й степени.
В апреле 1948 года демобилизован. Вернулся на родину. Окончил 11 классов вечерней школы в 1963 году. С 1965 года — гвардии старшина в отставке. Работал председателем сельсовета, счетоводом, бригадиром, секретарём парткома в колхозе.
Награждён орденами Октябрьской Революции, Отечественной войны 1-й степени, Трудового Красного Знамени, Славы 1-й, 2-й и 3-й степени, медалями.
Умер 18 августа 1998 года.